# Blangslev
Blangslev er en lille landsby 1½ km sydøst for Mogenstrup på Sydsjælland med omkring 120 indbyggere, beliggende i både Mogenstrup Sogn og Hammer Sogn. Byen ligger i Næstved Kommune og tilhører Region Sjælland.
Byen har et lille gadekær, en REMA 1000 købmand og en tankstation.
Sekundærrute 265/Præstø Landevej skærer igennem byen.
2 km vest for Blangslev findes Lov.

## Etymologi
Blangslev som by bliver nævnt først i 1278 som Blangsløff. 
Forleddet Blang kan have været det gammeldanske navn, Blang(*Blāungr). Efterleddet -lev bruges i sammenhæng med arv, og ejendom.
Så Blangslev betyder højst sandsynligt: Blangs Arv/Ejendom.

## Historie
Blangslev er sandsynligvis grundlagt i jernalderen, da efterleddet i bynavnet -lev stammer fra denne periode.
Blangslev havde 14 gårde i midten af det 17. århundrede, hvoraf 7 af dem tilhørte kronen.

I 1898 bliver byen meget kortfattet beskrevet:
"...,Blangslev med Teglværk,.."
I Januar 2018 gik den lokale Spar-butik i Blangslev konkurs, men i 2024 åbner der en ny REMA 1000-supermarked på samme lokation.